# Botánica forestal
Botánica forestal es la rama de la Botánica encargada de estudiar los vegetales de hábitat predominantemente forestal, particularmente las plantas espermatófitas terrestres de porte arbustivo o arbóreo, aunque sin desdeñar otros táxones que pudieran tener presencia significativa en los bosques. De estas especies se centra principalmente en el estudio de sus aprovechamientos, gestión y conservación. Así como la Botánica general comprende una amplia vertiente teórica dentro del estudio del reino vegetal, la Botánica forestal se caracteriza por ser una ciencia predominantemente aplicada, orientada básicamente a la Ecología y gestión forestal.

## Video
- Youtube: Botánica Forestal

- Datos: Q5409467